# Station Quilon Junction
Het treinstation Quilon Junction (of Kollam Junction) (in Malayalam കൊല്ലം ജംഗ്‌ഷൻ), algemeen bekend als het treinstation Quilon, is het centraal station in Kollam, een stad in de staat Kerala, India. Het ligt nabij het stadscentrum, Chinnakkada. Het is een van de drukste treinstations in India en de grootste in Kerala.
Het ligt op 1,3 kilometer van het KSRTC Kollam-busstation en op 1,9 km van de zeehaven van Kollam. Het is qua oppervlakte het op een na grootste treinstation in Kerala en qua aantal sporen het grootste.

## Geschiedenis
Quilon was van 1661 tot 1795 een Nederlandse kolonie. Het was de vijfde stad in Kerala die op de Indiase spoorwegen was aangesloten. In 1904 werd de spoorlijn die Chennai via Madurai met Kollam verbond voltooid en het Kollam-treinstation werd ingehuldigd door koning Rama Varma van het koninkrijk Travancore.
Op 4 januari 1918 werd de spoorlijn via Paravur en Varkala verlengd naar Chala in Thiruvananthapuram (Trivandrum - hoofdstad van de staat Kerala).